# Rolabogan
Rolabogan fue un grupo de música pop argentino, formado en la serie de televisión El Refugio. Los miembros originales son  Piru Sáez, Belén Scalella, María Fernanda Neil, Francisco Bass y Jorge Maggio. En poco tiempo de su salida en Argentina su primer disco consiguieron más de 10.000 copias  A pesar de que nunca se separó oficialmente, Rolabogan no ha grabado más álbumes.

## Integrantes
| Nombre                                | Fecha de Nacimiento              | Nacionalidad                   |
| ------------------------------------- | -------------------------------- | ------------------------------ |
| José Carlos Sebastián Gómez Maraschio | 20 de mayo de 1983 (41 años)     | Mar del Plata, Argentina       |
| María Fernanda Neil                   | 19 de octubre de 1982 (42 años)  | Buenos Aires, Argentina        |
| Francisco Basbus                      | 27 de enero de 1981 (44 años)    | Santiago del Estero, Argentina |
| Jorge Bernardo Teodoro Maggio         | 2 de noviembre de 1982 (42 años) | Buenos Aires, Argentina        |
| Belén Scalella                        | 19 de agosto de 1981 (43 años)   | Buenos Aires, Argentina        |

## Discografía
Álbumes de Estudio
- 2006: Rolabogan

## Sencillos
- " Bailo "
- " No Voy a Parar "
- " Motivos "
- " Cada Puesta de Sol "